# Demodulació
En telecomunicacions el terme  demodulació  engloba el conjunt de tècniques utilitzades per recuperar la informació transportada per una ona portadora, que en l'extrem transmissor havia estat modulada amb aquesta informació. Aquest terme és l'oposat a modulació.
Així en qualsevol telecomunicació normalment hi haurà almenys una parella modulador-desmodulador. El disseny del desmodulador dependrà del tipus de modulació emprat en l'extrem transmissor.